# 5月26日 (旧暦)
旧暦5月26日は、旧暦5月の26日目である。六曜は赤口である。

## できごと
- 安政4年（グレゴリオ暦1857年6月17日） - 下田奉行とタウンゼント・ハリスが下田条約を締結
- 安政6年（グレゴリオ暦1859年6月26日） - イギリス駐日総領事オールコックが着任

## 誕生日
- 享保17年（グレゴリオ暦1732年6月18日） - 中井履軒、儒学者（+ 1817年）
- 文政8年（グレゴリオ暦1825年7月11日） - 頼三樹三郎、儒学者（+ 1859年）
- 天保3年（グレゴリオ暦1832年6月24日） - 中村正直、啓蒙思想家（+ 1891年）
- 天保5年（グレゴリオ暦1834年7月2日） - 稲葉正邦、老中、山城国淀藩の第12代藩主（+ 1898年）
- 安政6年（グレゴリオ暦1859年6月26日） - 柳原愛子、大正天皇の生母（+ 1943年）

## 忌日
- 貞観23年（ユリウス暦649年7月10日） - 太宗[要出典]、唐の2代皇帝（* 598年）
- 治承4年（ユリウス暦1180年6月20日） - 以仁王、後白河天皇の第二皇子・平氏討滅の謀主 （* 1151年）
- 治承4年（ユリウス暦1180年6月20日） - 源頼政、摂津源氏の武将 （* 1104年）